# Бізнес-ризик
Бізнес-ризик - ризик можливості неадекватного прибутку або навіть збитків, пов'язаних з невизначеністю. Наприклад, зміни в смаках, переваги споживачів, страйки, посилення конкуренції, зміни в політиці уряду, відмови тощо.

## Класифікація
Як правило, всі види ризиків взаємопов'язані і впливають на діяльність підприємця. При цьому зміна одного виду ризику може викликати зміну більшості інших.
Найбільш важливими елементами, покладеними в основу класифікації ризиків, є:
- час виникнення;
- основні чинники виникнення;
- характер обліку;
- характер наслідків;
- сфера виникнення та інші.

За часом виникнення ризики розподіляються на ретроспективні, поточні та перспективні ризики. Аналіз ретроспективних ризиків, їх характеру та способів зниження дає можливості більш точно прогнозувати поточні та перспективні ризики.
За чинниками виникнення ризики підрозділяються на:
- Політичні ризики - це ризики, зумовлені зміною політичної обстановки, що впливає на підприємницьку діяльність (закриття кордонів, заборона на вивезення товарів, військові дії на території країни та ін.)
- Економічні (комерційні) ризики - це ризики, обумовлені несприятливими змінами в економіці підприємства або в економіці країни. Найбільш поширеним видом економічного ризику, в якому сконцентровані приватні ризики, є зміни кон'юнктури ринку, незбалансована ліквідність (неможливість своєчасно виконувати платіжні зобов'язання), зміни рівня управління та ін

За характером обліку ризики поділяються на:
- зовнішні ризики - ризики, безпосередньо не пов'язані з діяльністю підприємства або його контактної аудиторії (соціальні групи, юридичні і (або) фізичні особи, які проявляють потенційний і (або) реальний інтерес до діяльності конкретного підприємства). На рівень зовнішніх ризиків впливає дуже велика кількість чинників - політичні, економічні, демографічні, соціальні, географічні та ін
- внутрішні ризики - ризики, обумовлені діяльністю самого підприємства і його контактної аудиторії. На їх рівень впливає ділова активність керівництва підприємства, вибір оптимальної маркетингової стратегії, політики і тактики та ін фактори: виробничий потенціал, технічне оснащення, рівень спеціалізації, рівень продуктивності праці, техніки безпеки.

За характером наслідків ризики підрозділяються на:
- Чисті ризики (іноді їх ще називають прості або статичні) характеризуються тим, що вони практично завжди несуть в собі втрати для підприємницької діяльності. Причинами чистих ризиків можуть бути стихійні лиха, війни, нещасні випадки, злочинні дії, недієздатності організації та ін
- Спекулятивні ризики (іноді їх ще називають динамічними або комерційними) характеризуються тим, що можуть нести в собі як втрати, так і додатковий прибуток для підприємця по відношенню до очікуваного результату. Причинами спекулятивних ризиків можуть бути зміна кон'юнктури ринку, зміна курсів валют, зміна податкового законодавства і т.д.

## Ризики підприємницької діяльності
Класифікація ризиків по сфері виникнення, в основу якої покладені сфери діяльності, є найчисленнішою групою. У відповідності зі сферами підприємницької діяльності зазвичай виділяють:
- виробничий,
- комерційний,
- фінансовий і
- страховий ризик.

Виробничий ризик пов'язаний з невиконанням підприємством своїх планів і зобов'язань по виробництву продукції, товарів, послуг, інших видів виробничої діяльності в результаті несприятливого впливу зовнішнього середовища, а також неадекватного використання нової техніки і технологій, основних і оборотних засобів, сировини, робочого часу. Серед найбільш важливих причин виникнення виробничого ризику можна відзначити: зниження передбачуваних обсягів виробництва, зростання матеріальних і/або інших витрат, сплата підвищених відрахувань та податків, низька дисципліна поставок, загибель або пошкодження обладнання та ін
Комерційний ризик - це ризик, що виникає в процесі реалізації товарів і послуг, вироблених або закуплених підприємцем. Причинами комерційного ризику є: зниження обсягу реалізації внаслідок зміни кон'юнктури чи інших обставин, підвищення закупівельної ціни товарів, втрати товарів в процесі обігу, підвищення витрат обігу та ін
Фінансовий ризик пов'язаний з можливістю невиконання фірмою своїх фінансових зобов'язань. Основними причинами фінансового ризику є: знецінення інвестиційно-фінансового портфеля внаслідок зміни валютних курсів, нездійснення платежів.
Страховий ризик - це ризик настання передбаченого умовами страхових подій, в результаті чого страховик зобов'язаний виплатити страхове відшкодування (страхову суму). Результатом ризику є збитки, викликані неефективною страховою діяльністю як на етапі, що передує укладенню договору страхування, так і на подальших етапах - перестрахування, формування страхових резервів і т.п. Основними причинами страхового ризику є: неправильно певні страхові тарифи, азартна методологія страхувальника.
Формуючи класифікацію, пов'язану з виробничою діяльністю, можна виділити наступні ризики:
- Організаційні ризики - це ризики, пов'язані з помилками менеджменту компанії, її співробітників; проблемами системи внутрішнього контролю, погано розробленими правилами робіт, тобто ризики, пов'язані з внутрішньою організацією роботи компанії.
- Ринкові ризики - це ризики, пов'язані з нестабільністю економічної кон'юнктури: ризик фінансових втрат через зміну ціни товару, ризик зниження попиту на продукцію, трансляційний валютний ризик, ризик втрати ліквідності і пр.
- Кредитні ризики - ризик того, що контрагент не виконає свої зобов'язання повною мірою в строк. Ці ризики існують як у банків (ризик не повернення кредиту), так і у підприємств, що мають дебіторську заборгованість, і у організацій, що працюють на ринку цінних паперів
- Юридичні ризики - це ризики втрат, пов'язаних з тим, що законодавство або не було враховано взагалі, або змінилося в період угоди; ризик невідповідності законодавств різних країн; ризик некоректно складеної документації, внаслідок чого контрагент в змозі не виконувати умови договору і пр.
- Техніко-виробничі ризики - ризик нанесення шкоди навколишньому середовищу (екологічний ризик); ризик виникнення аварій, пожеж, поломок; ризик порушення функціонування об'єкта внаслідок помилок при проектуванні і монтажу, ряд будівельних ризиків тощо.